# Efeito de reservatório marinho

Ciclo do carbono.

O efeito de reservatório marinho é um fenômeno que afeta a datação por radiocarbono, pois muito do carbono consumido pelos organismos no oceano é mais antigo que o consumido pelos organismos em terra. As amostras da vida marinha e de organismos que consumiram muitos alimentos baseados no mar enquanto vivos podem parecer mais velhos do que realmente são quando testados
Normalmente, as datas de radiocarbono afetadas aparecem c. 400 14C anos mais velhos do que se não fossem afetados. Mas o efeito é altamente variável no espaço e no tempo e pode atingir 800 a 1200 14C anos nas regiões do Ártico.